# Солано, Хоакин
Хоакин Солано Чагойя (исп. Joaquín Solano Chagoya, 2 июня 1913 — 1 февраля 2003) — мексиканский военный, призёр Олимпийских игр.
Хоакин Солано Чагойя родился в 1913 году в Чиконтепеке, штат Веракрус.
В 1948 году на Олимпийских играх в Лондоне Хоакин Солано Чагойя на лошади Малинче завоевал бронзовую медаль в троеборье в командном первенстве.
В вооружённых силах Мексики Хоакин Солано Чагойя дослужился до звания дивизионного генерала.